# Circonscription de Dimtu
Ne doit pas être confondu avec Dimtu.
La circonscription de Dimtu est une des 177 circonscriptions législatives de l'État fédéré Oromia, elle se situe dans la zone Jimma. Son représentant actuel est Muhdin Abamoga Abagero.